# Saint-Pierre-du-Jonquet
Saint-Pierre-du-Jonquet és un municipi francès situat al departament de Calvados i a la regió de Normandia. L'any 2007 tenia 184 habitants.

## Demografia

### Població
El 2007 la població de fet de Saint-Pierre-du-Jonquet era de 184 persones. Hi havia 60 famílies de les quals 8 eren unipersonals (4 homes vivint sols i 4 dones vivint soles), 26 parelles sense fills i 26 parelles amb fills.
La població ha evolucionat segons el següent gràfic:
Habitants censats

### Habitatges
El 2007 hi havia 74 habitatges, 64 eren l'habitatge principal de la família, 6 eren segones residències i 3 estaven desocupats. 72 eren cases i 1 era un apartament. Dels 64 habitatges principals, 53 estaven ocupats pels seus propietaris, 9 estaven llogats i ocupats pels llogaters i 2 estaven cedits a títol gratuït; 1 tenia una cambra, 1 en tenia dues, 13 en tenien tres, 11 en tenien quatre i 38 en tenien cinc o més. 51 habitatges disposaven pel capbaix d'una plaça de pàrquing. A 28 habitatges hi havia un automòbil i a 33 n'hi havia dos o més.

### Piràmide de població
La piràmide de població per edats i sexe el 2009 era:
| Homes | Edats   | Dones |
| ----- | ------- | ----- |
| 0     | 95 o +  | 0     |
| 0     | 90 a 94 | 0     |
| 0     | 85 a 89 | 0     |
| 0     | 80 a 84 | 0     |
| 0     | 75 a 79 | 0     |
| 0     | 70 a 74 | 4     |
| 8     | 65 a 69 | 4     |
| 8     | 60 a 64 | 4     |
| 4     | 55 a 59 | 4     |
| 12    | 50 a 54 | 4     |
| 0     | 45 a 49 | 8     |
| 8     | 40 a 44 | 0     |
| 4     | 35 a 39 | 4     |
| 8     | 30 a 34 | 4     |
| 12    | 25 a 29 | 0     |
| 4     | 20 a 24 | 8     |
| 8     | 15 a 19 | 4     |
| 0     | 10 a 14 | 4     |
| 0     | 5 a 9   | 0     |
| 8     | 0 a 4   | 0     |

## Economia
El 2007 la població en edat de treballar era de 131 persones, 99 eren actives i 32 eren inactives. De les 99 persones actives 91 estaven ocupades (54 homes i 37 dones) i 9 estaven aturades (7 homes i 2 dones). De les 32 persones inactives 8 estaven jubilades, 13 estaven estudiant i 11 estaven classificades com a «altres inactius».

### Ingressos
El 2009 a Saint-Pierre-du-Jonquet hi havia 71 unitats fiscals que integraven 194 persones, la mediana anual d'ingressos fiscals per persona era de 20.000,5 €.

### Activitats econòmiques
Dels 8 establiments que hi havia el 2007, 4 eren d'empreses de construcció, 1 d'una empresa de comerç i reparació d'automòbils i 3 d'empreses de serveis.
Dels 4 establiments de servei als particulars que hi havia el 2009, 1 era un paleta, 2 fusteries i 1 electricista.
L'any 2000 a Saint-Pierre-du-Jonquet hi havia 6 explotacions agrícoles.

## Poblacions més properes
El següent diagrama mostra les poblacions més properes.